# Aydınkonak, Batman
Aydınkonak là một xã thuộc thành phố Batman, tỉnh Batman, Thổ Nhĩ Kỳ. Dân số thời điểm năm 2011 là 1.578 người.